# Distretto di Çankaya
Il distretto di Çankaya (in turco Çankaya ilçesi) è uno dei distretti della provincia di Ankara, in Turchia. Parte del distretto è compresa nel comune metropolitano di Ankara.